# Thriller (альбом)
«Thriller» (з англ. «Трилер» або «Жах») — шостий студійний альбом американського співака і композитора Майкла Джексона, випущений 29 листопада 1982 року лейблом Epic Records. Продюсером альбому виступив Квінсі Джонс, який раніше працював із Джексоном над альбомом Off the Wall 1979 року. Джексон прагнув створити альбом, у якому "кожна пісня була б хітом". На фоні загального несприйняття диско-музики у той час він вирушив у новий музичний напрям, об'єднавши поп, постдиско, рок, фанк, синт-поп та R&B, а також теми з більш темним змістом.
У пісні "The Girl Is Mine" бере участь Пол Маккартні, що стало першою зафіксованою появою запрошеного артиста на альбомі Майкла Джексона. Запис проходив з квітня до листопада 1982 року у студії Westlake Recording Studios в Лос-Анджелесі, Каліфорнія, з бюджетом у 750 тисяч доларів.
Thriller став першим альбомом Джексона, який досягнув першого місця в чарті Billboard Top LPs & Tapes у США, де пробув рекордні 37 непослідовних тижнів на вершині — з 26 лютого 1983 року до 14 квітня 1984 року. Було випущено сім синглів: "The Girl Is Mine", "Billie Jean", "Beat It", "Wanna Be Startin' Somethin'", "Human Nature", "P.Y.T. (Pretty Young Thing)" і "Thriller". Усі вони потрапили до топ-10 хіт-параду Billboard Hot 100, встановивши рекорд за кількістю синглів, що потрапили до десятки з одного альбому, причому "Beat It" і "Billie Jean" досягли першого місця. Після виступу Джексона з піснею "Billie Jean" у телевізійній програмі Motown 25, де він вперше показав свій характерний танець "мунволк", альбом почав продаватися мільйоном копій на тиждень. Продажі подвоїлися після виходу музичного відео на пісню "Thriller" на MTV у грудні 1983 року.
Thriller продано 32 мільйони копій по всьому світу до кінця 1983 року, що зробило його найпродаванішим альбомом усіх часів. Він став найпродаванішим альбомом 1983 року в усьому світі, а в 1984 році став першим альбомом, який двічі поспіль був визнаний найкращим у США. Альбом встановив нові стандарти в індустрії, адже його пісні, музичні відео та промоційні стратегії вплинули на артистів, звукозаписні компанії, продюсерів, маркетологів і хореографів. Успіх Thriller надав Джексону небаченого рівня культурного значення для чорних американців; він зламав расові бар'єри в популярній музиці, забезпечив йому регулярну трансляцію на MTV і призвів до зустрічі з президентом США Рональдом Рейганом у Білому домі. "Thriller" був одним з перших альбомів, які використовували музичні відео як промоційні інструменти; кліпи на "Billie Jean", "Beat It" та "Thriller" вважаються такими, що перетворили музичні відео на серйозну форму мистецтва.
Альбом Thriller залишається найпродаванішим альбомом усіх часів, з приблизно 70 мільйонами проданих копій у світі. Він є найпродаванішим альбомом, що не є компіляцією, та другим за кількістю продажів в історії США. У 2021 році він отримав сертифікат 34× платиновий від Асоціації звукозаписної індустрії США (RIAA). Альбом виграв рекордні вісім премій Греммі на церемонії 1984 року, включаючи "Альбом року" та "Найкраще чоловіче вокальне виконання в поп-музиці". "Beat It" отримав дві Греммі за "Запис року" та "Найкраще чоловіче вокальне виконання в рок-музиці", а "Billie Jean" виграла дві Греммі за "Найкраще чоловіче вокальне виконання в R&B" та "Найкращу пісню в ритм-енд-блюз стилі". Джексон також виграв рекордні вісім Американських музичних премій на церемонії 1984 року. Thriller часто включається до списків найкращих альбомів усіх часів. У 2008 році альбом був введений до Зали слави Греммі, а Бібліотека Конгресу додала його до Національного реєстру записів як "культурно, історично чи естетично значущі записи".

## Передісторія
Попередній альбом співака «Off the Wall» (1979) мав комерціний успіх та добрі відгуки критиків. Він розійшовся 20-ти мільйонним тиражем по світу.
Роки між Off the Wall та Thriller були перехідними для співака. Це був час зростання його незалежності та постійних родинних сварок. У 1973 році батько Майкла почав зустрічатися з жінкою на 20 років молодшою за нього, 1980 року він розповів про це родині. Ця подія і спогади про важке дитинство заставили Майкла ігнорувати батька багато років. Сам співак так зображує свої тогочасні почуття: «Навіть дома мені самотньо. Іноді я сиджу в своїй кімнаті і плачу. Так важко завести друзів… Іноді я блукаю околицями вночі, просто сподіваючися знайти кого-небудь, з ким можна було б поговорити. Але в підсумку я просто повертаюся додому.» Коли Майклу виповнилося 21 він звільняє батька з посади менеджера й наймає Джона Бранка.
Джексон зізнається Бранку, що хоче стати «найяскравішою зіркою шоу-бізнеса» та «найбагатшим». Співак був засмучений результатом сприйняття Off the Wall, стверджуючи: «Це було зовсім несправедливо, що він /Off the Wall/ не отримав відзнаку Запис Року і вже ніколи не отримає.» Він також розчаровується у музичній індустрії; 1980 року Джексон запитав у публіциста «Rolling Stone», чи цікаво їм написати основну статтю про нього, публіцист відмов співаку, про що той згадує: «Мені раз за разом повторюють, що чорні люди на обкладинках журналів знижують продаж… Лише зачекайте. Одного дня всі ці журнали будуть благати мене про інтерв’ю. Можливо я погоджуся. Можливо ні.»

## Виробництво та склад

### Запис

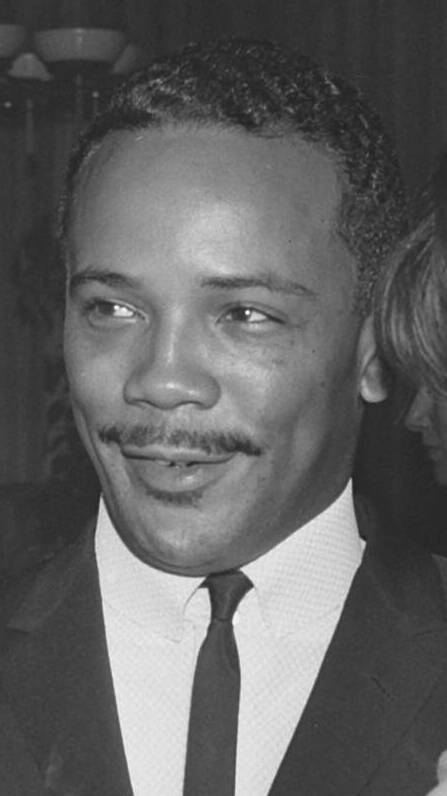
Thriller був другим альбомом Майкла Джексона, спродюсованим Квінсі Джонсом.

Джексон знову об'єднався з продюсером альбому Off the Wall Квінсі Джонсом для запису свого шостого студійного альбому, який став його другим під лейблом Epic. Вони спільно працювали над 30 піснями, дев'ять з яких увійшли до альбому. Запис "Thriller" проходив у студії Westlake Recording Studios у Лос-Анджелесі, Каліфорнія, з бюджетом на виробництво в 750 000 доларів (еквівалентно 2 367 931,03 доларам у 2023 році). Запис розпочався 14 квітня 1982 року о 12:00, коли Джексон і Пол Маккартні записували "The Girl Is Mine", і закінчився 8 листопада 1982 року, в останній день змішування. У запису та продюсуванні альбому також брали участь кілька учасників гурту Toto. Джексон написав чотири пісні для цього альбому: "Wanna Be Startin' Somethin'", "The Girl Is Mine", "Beat It" і "Billie Jean". На відміну від багатьох артистів, Джексон не записував ці пісні на папері. Він диктував їх у звукозаписувач, співаючи з пам'яті.
Відносини між Джексоном і Джонсом у процесі запису ускладнилися. Джексон багато часу проводив на репетиціях танцювальних рухів наодинці. Коли альбом був завершений, і Джонс, і Джексон залишилися незадоволені результатом, тому вони перезаписали кожну пісню, витрачаючи на кожну по тижню.
"Billie Jean" мала особисте значення для Джексона, який стикався з одержимими фанатами. Джонс хотів скоротити довгий вступ пісні, але Джексон наполягав на тому, щоб він залишився, оскільки цей момент надихав його танцювати. Через загальне несприйняття диско-музики стало необхідним рухатися в іншому музичному напрямку, відрізняючись від диско-орієнтованого альбому Off the Wall. Джонс і Джексон вирішили створити рок-пісню, яка б відповідала різним смакам, і витратили кілька тижнів на пошуки підходящого гітариста для "Beat It". Зрештою, вони знайшли Стіві Лукастера з гурту Toto для виконання ритм-гітарних партій і Едді Ван Галена з рок-гурту Van Halen для сольної партії.
Коли Род Темпертон написав пісню "Thriller", він спочатку хотів назвати її "Starlight" або "Midnight Man", але зупинився на "Thriller", оскільки вважав, що ця назва має потенціал для мерчендайзингу. Хоча він хотів, щоб відома особа прочитала заключні рядки, Джонс запросив актора Вінсента Прайса, знайомого дружини Джонса; Прайс записав свою частину за два дублі. Темпертон написав текст для цієї частини в таксі по дорозі до студії звукозапису. Джонс і Темпертон зазначили, що деякі записи не потрапили до альбому, оскільки їм не вистачало "гостроти" інших треків альбому. Кавер на пісню "Behind the Mask", яка спочатку була написана японським гуртом Yellow Magic Orchestra, був виключений через незгоду сторін щодо роялті.

### Музика і текст

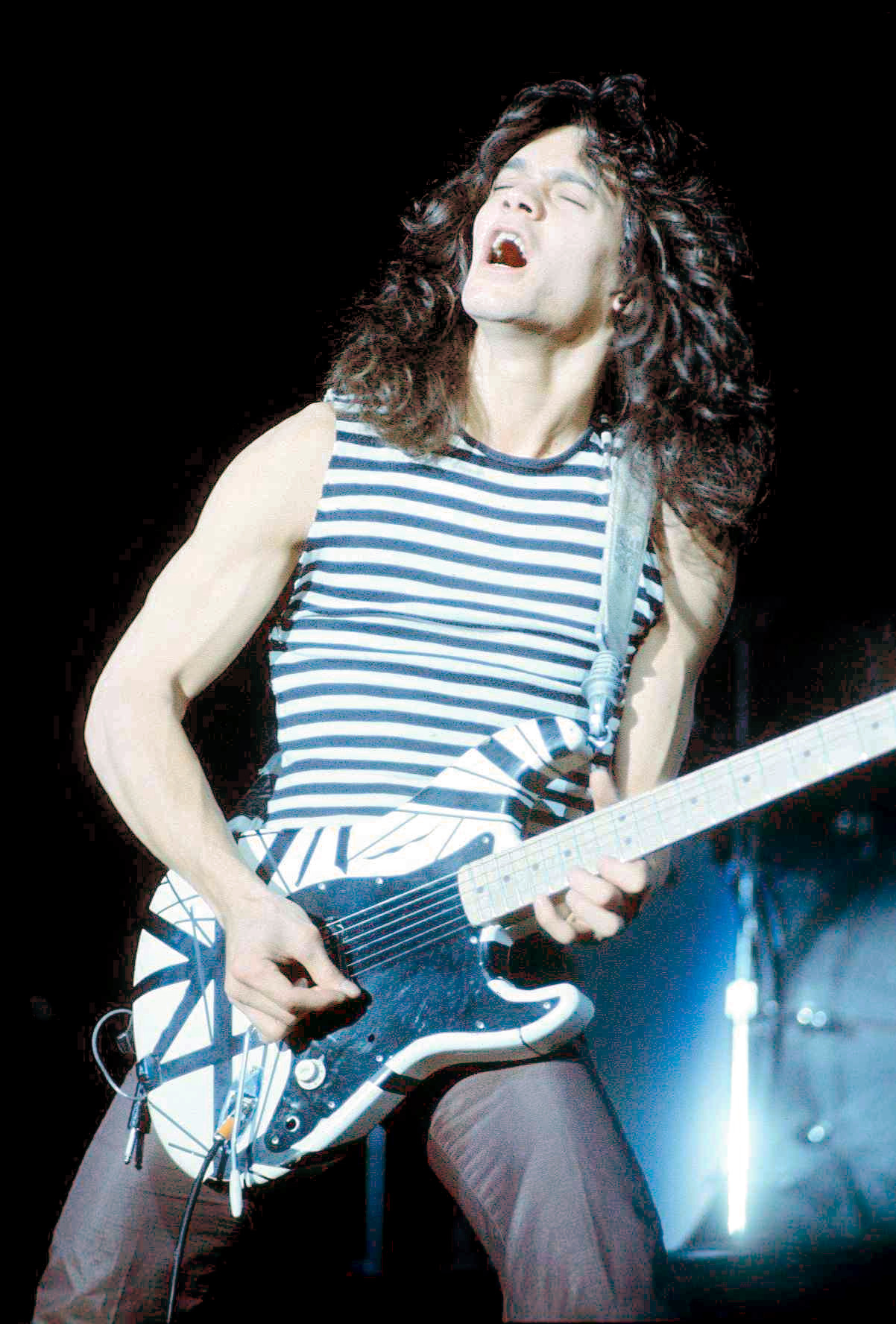
«Beat It» містить гітарну партію Едді Ван Галена.

Альбом Thriller досліджує жанри, такі як постдиско, фанк, поп, синт-поп, R&B і рок. За словами Стіва Х'юї з AllMusic, він уточнює сильні сторони альбому Off the Wall: танцювальні та рок-треки стали більш агресивними, тоді як поп-музика та балади звучать м'якше і більш душевно. У альбомі представлені балади "Human Nature", "The Girl Is Mine" та "The Lady in My Life", фанк-треки "Billie Jean" та "Wanna Be Startin' Somethin'", а також диско-пісні "Baby Be Mine" і "P.Y.T. (Pretty Young Thing)".
"Wanna Be Startin' Somethin'" досягає кульмінації в африканському хоровому вигуку (часто неправильно визначається як суахілі, але насправді складається з складів на основі дуали), що надає пісні міжнародного звучання. "The Girl Is Mine" розповідає про боротьбу двох друзів за жінку, які сперечаються, хто її більше любить, і завершується репом. Темп пісень альбому коливається від 80 ударів на хвилину у "The Girl Is Mine" до 138 у "Beat It".
Thriller передбачає суперечливі теми пізніших робіт Джексона. З Thriller Джексон почав використовувати мотиви параної та темніші теми, включаючи надприродні образи в заголовному треку. Це помітно у піснях "Billie Jean", "Wanna Be Startin' Somethin'" і "Thriller". У "Billie Jean" Джексон співає про одержиму фанатку, яка стверджує, що він є батьком її дитини; у "Wanna Be Startin' Somethin'" він виступає проти пліток у ЗМІ. Для "Billie Jean" Джонс запропонував Джексону виконати наспіви через картонну трубу завдовжки шість футів (180 см) і залучив джазового саксофоніста Тома Скотта для гри на лірикионі, синтезаторі з управлінням повітрям. Басист Луї Джонсон виконував свою партію на бас-гітарі Yamaha. Пісня починається з довгого вступу на басу та ударних. Thriller також містить звукові ефекти, такі як скрипучі двері, грім, кроки, вітер і виючі собаки.
Антигандж-насильницька пісня "Beat It" стала даниною поваги до "West Side Story" і була першим успішним рок-кросовером Джексона. Джексон пізніше сказав про "Beat It": "Головна думка полягає в тому, що ніхто не повинен бути крутим хлопцем; ви можете уникнути бійки і все ще залишатися чоловіком. Вам не потрібно помирати, щоб довести, що ви чоловік".
"Human Nature", написана спільно зі Стіва Поркаро з гурту Toto, є настроєвою та інтроспективною, що передається у рядках, таких як: "Дивлячись на радість ранку, серце міста починає битися, я тягнуся, доторкаюся до її плеча, я мрію про вулицю".
До кінця 1970-х здібності Джексона як вокаліста були добре визнані; AllMusic описав його як "вражаюче обдарованого вокаліста". Критик журналу Rolling Stone Стівен Холдена порівняв його голос з "безтурботним, мрійливим запинанням" Стіві Уандера і написав, що "тенор Джексона, з його легким тембром, надзвичайно красивий. Він легко переходить у вражаючий фальцет, який використовується дуже сміливо". З виходом Thriller Джексон міг співати низьким голосом — до басового до низького до C — але віддавав перевагу вищому тону, оскільки поп-тенори мають більший діапазон для створення стилю. Критик Rolling Stone Крістофер Коннеллі написав, що Джексон тепер співає "повністю дорослим голосом", який "підкреслений смутком".
"P.Y.T. (Pretty Young Thing)", написана Джеймсом Інгремом і Квінсі Джонсом, та "The Lady in My Life" від Рода Темптона надали альбому більш яскравий R&B напрямок; друга пісня була описана як "найближча Джексона до виконання сексуальної, душевної балади після його мотунівських років", за словами Дж. Ренді Тарабореллі. Джексон вже запровадив "вокальне гикання" (вперше використаний у 1973 році в пісні "It's Too Late to Change the Time"), яке він продовжував використовувати в "Thriller". Мета цього гикання — на кшталт схоплення повітря чи здивування — полягає у викликанні емоцій, будь то захоплення, смуток чи страх.

### Обкладинка
Для створення обкладинки альбому Thriller був запрошений фотограф Рік Джейкобс, відомий своїм досвідом роботи з різними знаменитостями. Його стиль, що включав яскраві кольори та експресивні пози, допоміг втілити емоції та енергію, закладені в музиці альбому. На обкладинці зображений Майкл Джексон у білому костюмі з чорними брюками, з характерним виразом обличчя та загадковим поглядом, зверненим прямо на глядача, що надає йому привабливості. В процесі створення обкладинки команда прагнула передати динамічність та різноманітність жанрів, представлених на платівці. Назва альбому Thriller на обкладинці виконана великим шрифтом у білих та золотих кольорах, що підкреслює розкіш і значущість цього релізу. Обкладинка отримала схвальні відгуки від критиків та стала еталоном для майбутніх музичних альбомів, і її вплив відчувається навіть сьогодні. Вона набула статусу іконічної з моменту виходу в 1982 році, часто використовується в пародіях, культурних подіях та рекламі, ставши символом не тільки альбому, але й цілої епохи.

## Реліз та комерційний прийом
Альбом Thriller було випущено 29 листопада 1982 року під лейблом Epic Records, а на міжнародному рівні — через CBS Records. Він досяг першого місця в чарті Billboard Top LPs & Tapes 26 лютого 1983 року. Під час піку популярності Thriller продавався мільйоном копій щотижня по всьому світу. Альбом став найпродаванішим у США в 1983 і 1984 роках, що зробило його першим альбомом, який утримував це звання протягом двох років поспіль. Він також провів рекордні 37 тижнів на першому місці в чарті Billboard 200 — з 26 лютого 1983 до 14 квітня 1984 року і залишався в ньому протягом 626 тижнів (і досі залишається в чарті).
Thriller став глобальним проривом для Майкла Джексона, очоливши чарти в таких країнах, як Австралія, Австрія, Канада, Франція, Італія, Японія, Нідерланди, Швейцарія та Велика Британія. Альбом отримав статус "Діамантового" у таких країнах, як Аргентина, Канада, Данія, Франція, Мексика та Велика Британія. Щорічно в США продається приблизно 130 000 копій альбому; у лютому 2003 року він посів друге місце в каталожних чартах США, а в березні 2007 року — 39 місце у Великій Британії. Він є шостим найпродаванішим альбомом у Великій Британії.
16 грудня 2015 року Thriller отримав сертифікат 30× платинового від Асоціації звукозаписної індустрії Америки (RIAA) за поставки не менше 30 мільйонів одиниць у США. Після включення стрімінгу та продажів окремих треків до нагород RIAA у 2017 році альбом був сертифікований як 33× платиновий за еквівалент 33 мільйонів проданих одиниць. Наприкінці 1983 року Thriller став найпродаванішим альбомом у світі, продавши 32 мільйони копій. До кінця десятиліття цей показник зріс до 48 мільйонів. На сьогодні Thriller залишається найпродаванішим альбомом усіх часів, з понад 70 мільйонами проданих копій по всьому світу.

### Сингли
Сім синглів були випущені з альбому Thriller. Перший з них, "The Girl Is Mine", отримав критику як невдалий вибір; критики прогнозували, що альбом розчарує, і припускали, що Джексон піддається вимогам білої аудиторії. Тим не менш, "The Girl Is Mine" очолила чарт Billboard Hot Black Singles, зайняла 2 місце в Billboard Hot 100 та 1 місце в Hot Adult Contemporary Tracks chart.
Сингл "Billie Jean" був випущений 2 січня 1983 року. Він досяг першого місця в чарті Billboard Hot 100, де залишався протягом семи тижнів. Також він очолив Billboard Hot Black Singles chart всього за три тижні, залишаючись на 1 місці протягом дев'яти тижнів. Billboard визнав його другою найкращою піснею 1983 року. "Billie Jean" очолила чарти в дев'яти країнах і потрапила до топ-10 у багатьох інших. Цей сингл став одним із найпродаваніших у 1983 році, що допомогло альбому Thriller стати найпродаванішим альбомом усіх часів. "Billie Jean" також стала найуспішнішим сольним синглом Джексона. Пісня була описана як піонер "елегантної, пост-соул поп-музики" і ознаменувала початок більш параноїдального стилю лірики для Джексона, що стало його торговою маркою в пізнішій музиці.
Третій сингл, "Beat It", також зайняв перше місце в чарті Black Singles. Billboard визнав його п'ятою найкращою піснею 1983 року. "Beat It" досягла першого місця в Іспанії та Нідерландах. "Wanna Be Startin' Somethin'" стала четвертим синглом Джексона з альбому Thriller, який потрапив до топ-10 Billboard Hot 100, досягнувши 5 місця. "Human Nature" зайняла 7 місце в Billboard Hot 100 та 2 місце в Billboard Adult Contemporary chart. "P.Y.T. (Pretty Young Thing)" потрапила на 10 місце в Billboard Hot 100.
Останній сингл "Thriller" був випущений 2 листопада 1983 року. Спочатку його не планували випускати, оскільки компанія Epic вважала його новинкою; за словами виконавчого директора Уолтера Єтнікоффа, "Хто хоче сингл про монстрів?" Але на середину 1983 року, коли продажі Thriller почали падати, Джексон переконав Epic випустити "Thriller", підкріплений новим музичним відео. Пісня досягла 4 місця в Billboard Hot 100 і 3 місця в Billboard Hot Black Singles chart.

### Відеокліпи
Музичне відео на пісню "Billie Jean" дебютувало 10 березня 1983 року на MTV. Це відео привернуло увагу до MTV, який на той час був досить новим і маловідомим музичним каналом. Воно стало одним із перших відео чорного виконавця, яке регулярно транслювалося на каналі, оскільки керівництво MTV вважало, що чорна музика недостатньо "рокова". Режисером відео виступив Стів Баррон, а його сюжет показує фотографа, який слідкує за Джексоном. Папараці ніколи не вдається його спіймати, і, коли Джексона фотографують, він не з’являється на знімку. Він танцює до номеру "Billie Jean" у готелі, і, коли йде по тротуару, кожна плитка світиться від його дотику.

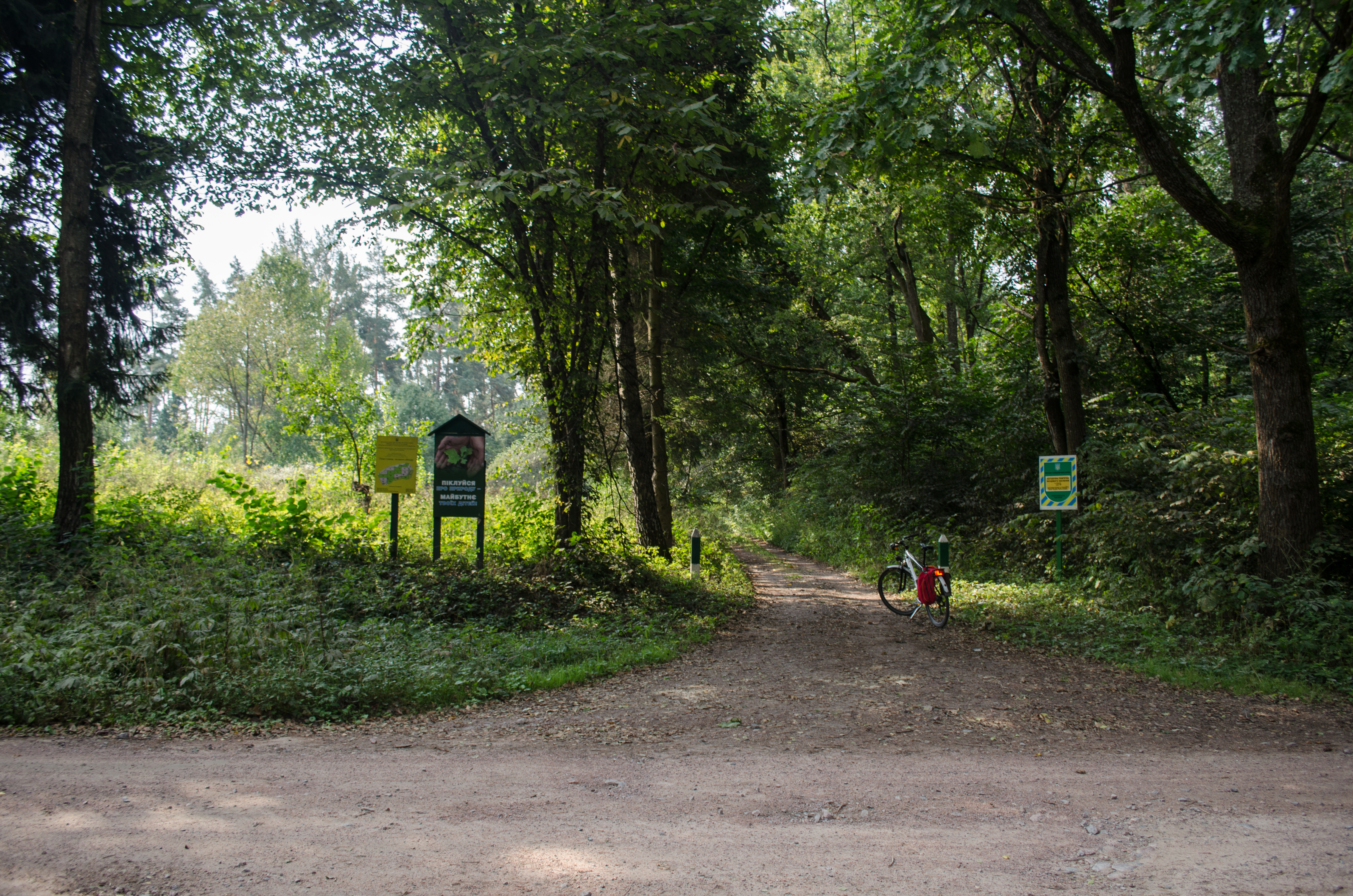
«Beat It»
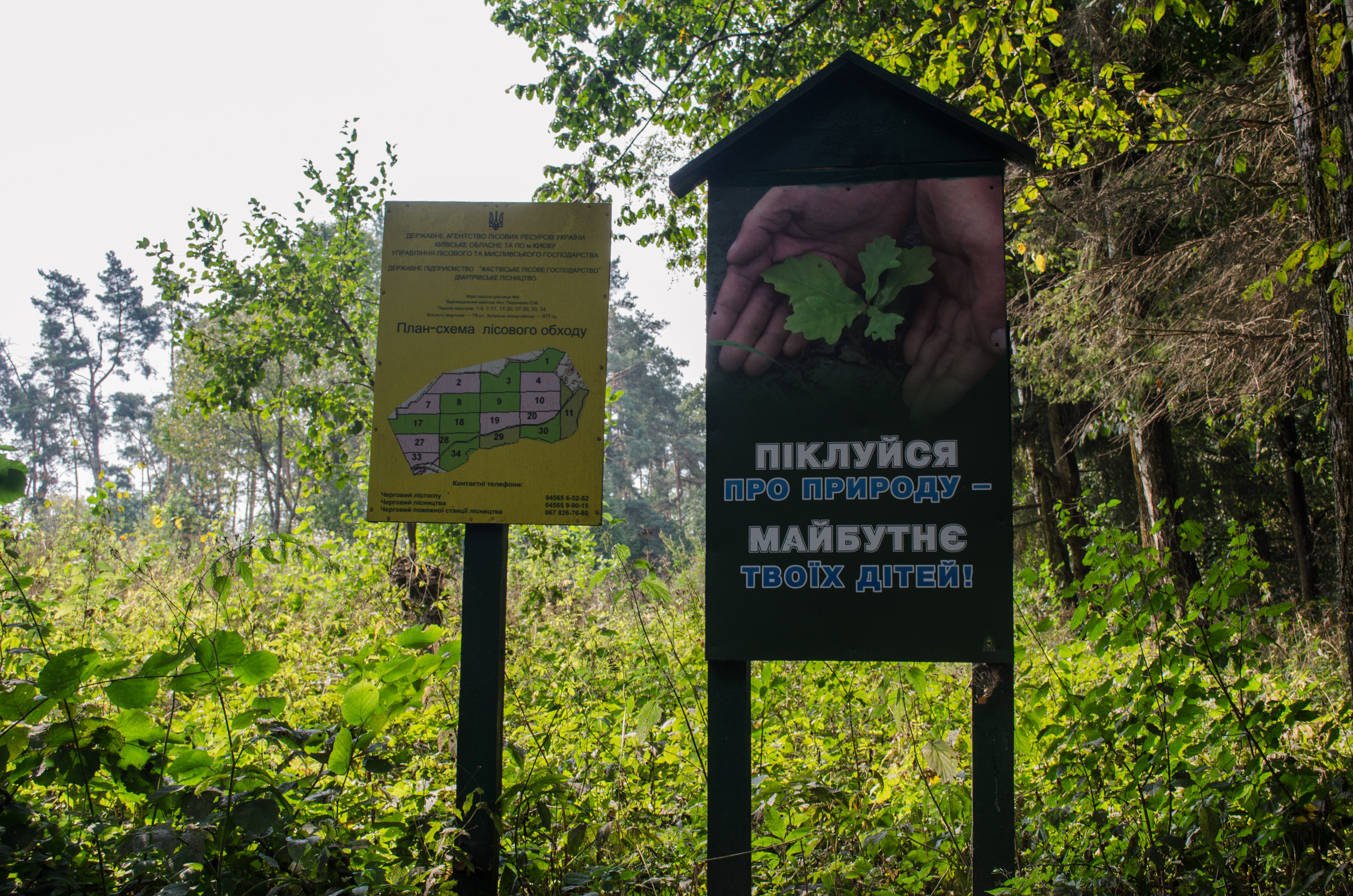
«Billie Jean»

Музичне відео на пісню "Beat It" прем'єрувало на MTV в прайм-тайм 31 березня 1983 року. Щоб додати автентичності до виробництва та сприяти миру між ними, Джексон вирішив залучити учасників суперницьких вуличних банд Лос-Анджелеса – Крипсів і Бладсів, і включив близько 80 справжніх членів банд. Сюжет відео полягає в тому, що Джексон об’єднує двох гангстерів за допомогою музики та танцю. Воно також стало відомим завдяки "масовій хореографії" синхронних танцюристів, яка стала візитною карткою відео Джексона.
Музичне відео на пісню "Thriller" прем'єрувало на MTV 2 грудня 1983 року. У відео Джексон і його дівчина (яку зіграла Ола Рей) стикаються із зомбі, коли йдуть додому з кінотеатру; Джексон перетворюється на зомбі і виконує танцювальну рутину з натовпом мерців. У 1999 році MTV визнало його найкращим відео всіх часів, VH1 – у 2001 році, а Time – у 2011 році. У 2009 році воно стало першим музичним відео, яке було обрано для Національного реєстру фільмів Бібліотекою Конгресу. Бібліотека охарактеризувала його як "найвідоміше музичне відео всіх часів".

## Оцінки та сприйняття
У рецензії для Rolling Stone того часу Крістофер Коннеллі назвав альбом Thriller "енергійним LP" із "моторошним, похмурим посланням". Він порівняв пісні з викликами, які Джексон пережив з моменту виходу Off the Wall, відзначивши, що Джексон "відмовився від хлоп'ячого фальцету" і тепер зіштовхується з труднощами "прямо", демонструючи "сміливу рішучість" і "повноцінний, дорослий голос". Коннеллі підкреслив музичний прогрес Джексона порівняно з Off the Wall, написавши: "Нова позиція Джексона надає *Thriller* глибшого, хоч і менш емоційно інтенсивного звучання, ніж будь-яка з його попередніх робіт, що ознаменувало ще одну віху в творчому розвитку цього надзвичайно талановитого виконавця".
Джон Роквелл у The New York Times зазначив, що Джексон, можливо, "іноді занадто відточений" як виконавець, а продюсер Квінсі Джонс у своїй "трохи анонімній продакшн-роботі" може знеособлювати індивідуальність Джексона. Також Роквелл припустив, що Джексон може ховати свої справжні емоції за "шарами непроникних вуалей". Незважаючи на це, він назвав Thriller "чудовим поп-альбомом, черговим висловлюванням одного з найвеличніших співаків сучасної популярної музики" і відзначив, що на ньому є багато хітів. Роквелл вважав, що цей альбом допоміг подолати "деструктивні бар'єри між білою та чорною музикою", оскільки "білі видання та радіостанції, які зазвичай уникають чорної музики, здаються готовими вдавати, що Джексон не чорний".
У The Village Voice Роберт Крістгау зазначив, що "це практично робота на рівні хітів з наповнювачем, але на такому високому рівні, що це все одно майже класика". Пізніше він написав у своєму довіднику *Christgau's Record Guide: The '80s* (1990), що "ми не могли знати, наскільки блискуче кожен хіт, крім 'P.Y.T.', витримає масовий вплив і народну любов".
Через рік після виходу альбому журнал Time підсумував три головні сингли альбому, сказавши: "Пульс Америки і більшої частини світу б'ється нерівно, під ритм потужного кроку 'Billie Jean', асфальтної арії 'Beat It' та неймовірно холодних мурашок від Thriller". У 1989 році музичні критики *Toronto Star* оцінили альбоми, які вони рецензували за останні десять років, і поставили Thriller на перше місце в списку, назвавши його "шедевром". Вони відзначили, що "комерційний успіх затьмарив художні досягнення Джексона в Thriller, і це прикро. Це був альбом для свого часу, сповнений очікування та страху перед дорослим світом, блискуча фантазія, що переповнена сексуальним напруженням, але й робила місце для серйозних роздумів".

## Спадщина і вплив

### Музична індустрія
Після виходу альбому Thriller Джексон одразу ж здобув надзвичайний успіх, що дозволило йому досягти рівня культурної значущості, якої до нього не досягав жоден афроамериканець в історії індустрії розваг. Журнал Blender назвав Джексона "головною поп-іконою кінця ХХ століття", а The New York Times зазначила, що він був "музичним феноменом", додавши: "У світі поп-музики є Майкл Джексон і є всі інші". Річард Корліс із Time назвав Thriller "найвеличнішим поп-альбомом усіх часів". Джексон змінив функціонування індустрії як з точки зору творчої особистості, так і як фінансово успішної компанії. Його адвокат Джон Бранка зазначив, що Джексон досяг найвищого рівня роялті в музичній індустрії на той момент: близько 2 доларів США (5,87 доларів у перерахунку на 2023 рік) за кожен проданий альбом.
Завдяки цьому Джексон отримав рекордні прибутки від продажу компакт-дисків та документального фільму *The Making of Michael Jackson's Thriller*, знятого спільно з Джоном Лендісом. Фільм, профінансований MTV, за перші кілька місяців продався тиражем понад 350 000 копій. У той час, коли ринок був орієнтований на сингли, Thriller підняв значущість альбомів, а його численні хіти змінили уявлення про кількість успішних синглів, які можуть бути випущені з одного альбому. У цей період з'явилися новинки, такі як лялька Майкла Джексона, яка надійшла у продаж у травні 1984 року за ціною 12 доларів (35 доларів у перерахунку на 2023 рік). Thriller продовжує займати важливе місце в американській культурі. Біограф Дж. Ренді Тарабореллі зазначив: "У певний момент Thriller перестав продаватися як розважальний продукт — як журнал, іграшка або квитки на популярний фільм — і почав продаватися як необхідний предмет у кожному домі".

Джексон (в центрі) з президентом США Рональдом Рейганом і першою леді Ненсі Рейган у Білому домі в 1984 році

Альбом Thriller був випущений на піку ери альбомів, коли повноформатні записи стали домінувати над синглами як основна форма споживання музики та засіб художнього вираження в індустрії. Однак успіх синглів із Thriller спричинив короткочасний ренесанс у продажах синглів. На момент виходу альбому тодішній президент компанії A&M Records Гіл Фрізен заявив: "Уся індустрія зацікавлена в успіху цього альбому". Журнал Time припустив, що "успіх Thriller подарував музичній індустрії її найкращі роки з часів пікових днів 1978 року, коли загальний дохід у США становив приблизно 4,1 мільярда доларів". Вплив Thriller журнал описав як "відновлення впевненості" для індустрії, яка була на межі занепаду через панк та синтезаторний поп. Видання також зазначило, що вплив Джексона на той момент виглядав так: "Зірка записів, радіо, музичних кліпів. Людина, яка фактично врятувала музичний бізнес. Композитор, який задає ритм для всього десятиліття. Танцюрист із найвправнішими рухами на вулицях. Співак, який долає всі межі смаку, стилю та кольору".
Коли Thriller і "Billie Jean" шукали свою аудиторію, MTV та кабельне телебачення мали меншу частку ринку, ніж набагато більший охоплення мовних телевізійних станцій у США. Національна телевізійна аудиторія на каналах ABC, NBC та CBS, а також на великих незалежних станціях була важливою для CBS/Epic Records, щоб просунути Thriller. Національна телевізійна прем'єра першого відеокліпу з альбому, "Billie Jean", відбулася на тижні Гелловіну в жовтні 1984 року, за ініціативи виконавчих продюсерів Video Concert Hall Чарльза Гендерсона та Джеррі Кроу. Video Concert Hall, перша національна телевізійна мережа музичних відео, зняла годинну спеціальну програму в Голлівуді та Атланті, де знаходилися їхні студії. Спеціальний випуск був ведений співзіркою кліпу Thriller Вінсентом Прайсом і транслювався на 150 телевізійних станціях по всій території США, включаючи такі міста, як Нью-Йорк, Чикаго, Лос-Анджелес, Маямі, Бостон та Атланта.

Альбом Thriller мав новаторський вплив на жанри чорної музики та кросовер-музику. За словами етномузиколога Майлза Вайта, цей альбом повністю визначив "звучання пост-диско сучасного R&B" і оновив кросовер-естетику, яка була своєрідним "святим Граалем" для популярної чорної музики ще з часів Луї Джордана в 1940-х роках. Відзначаючи безпрецедентне домінування афроамериканського артиста в мейнстримній поп-музиці, Вайт зазначає, що "вибір пісень і звукові естетики альбому задовольняли як душевні, так і поп-вподобання, залучаючи широку аудиторію і продаючись без розмежувань за расовими, гендерними, класовими та віковими лініями", водночас демонструючи появу Джексона як "короля поп-соул кросовера". Письменник *Entertainment Weekly* Саймон Возік-Левінсон вважає його "найкращим поп-соул альбомом". У своєму списку *40 найважливіших альбомів усіх часів* журнал *Rolling Stone* написав: "Важко уявити сучасну музичну сцену без *Thriller*, який змінив гру як в музичному, так і в маркетинговому сенсі. Нервовий, гігантський мікс попу, року та соулу спричинив справжню революцію на радіо, сприяючи як масштабним кросоверам (як гітарне соло Едді Ван Халена у "Beat It"), так і хитрим спробам поєднання жанрів. Яскраві кінематографічні відео — від короткометражки Джона Лендіса, що супроводжувала "Thriller", до оммажу *West Side Story* у "Beat It" — легітимізували новий формат музичних кліпів і змусили MTV додати чорних артистів до своїх плейлистів. Промоційна стратегія альбому, яка призвела до випуску семи з дев'яти треків як синглів, підняла планку щодо того, що таке "насичений хітами" альбом. Крім встановлення нових стандартів, *Thriller* побив численні рекорди, показавши, наскільки далеко може зайти поп-музика: найбільш продаваний альбом усіх часів, перший альбом, що виграв вісім Греммі за одну ніч, і перший альбом, який залишався у Топ-10 протягом року."
"80-ті роки стали часом, коли зірки замінили артистів як носії значущості... Коли мистецтво є інтелектуальною власністю, образ і аура переважають над естетичною сутністю, що б це не було. Коли мистецтво стає капіталом, продажі взаємодіють з естетичною якістю — цифри *Thriller* є частиною його досвіду.

— Роберт Крістгау у *Christgau's Record Guide: The '80s* (1990)"
Epic Records також підкреслили важливість альбому: "Більше ніж просто альбом, Thriller залишився глобальним культурним мультимедійним феноменом як для 20-го, так і для 21-го століть, руйнуючи музичні бар'єри та змінюючи кордони поп-музики назавжди. Музика на Thriller настільки динамічна та унікальна, що вона не піддавалася жодній визначеній категорії — ні рок, ні поп, ні соул, які існували до того часу."
З моменту виходу Thriller він став стандартом для музичної індустрії, вплинувши на артистів, звукозаписні лейбли, продюсерів, маркетологів і навіть хореографів. Музичне відео, яке було значно випереджене свого часу, вважається монументальним — не тільки в кар'єрі Джексона, а й в історії поп-музики. Підхід Epic Records до створення пісні та відео, що мали б масову привабливість, зрештою вплинув на те, як сучасні професіонали випускають і просувають свої пісні. Виробництво Джоном Лендісом міні-фільму, а не звичайного короткого музичного відео, підняло планку для інших режисерів та продюсерів.

### Музичні кліпи й расова рівність

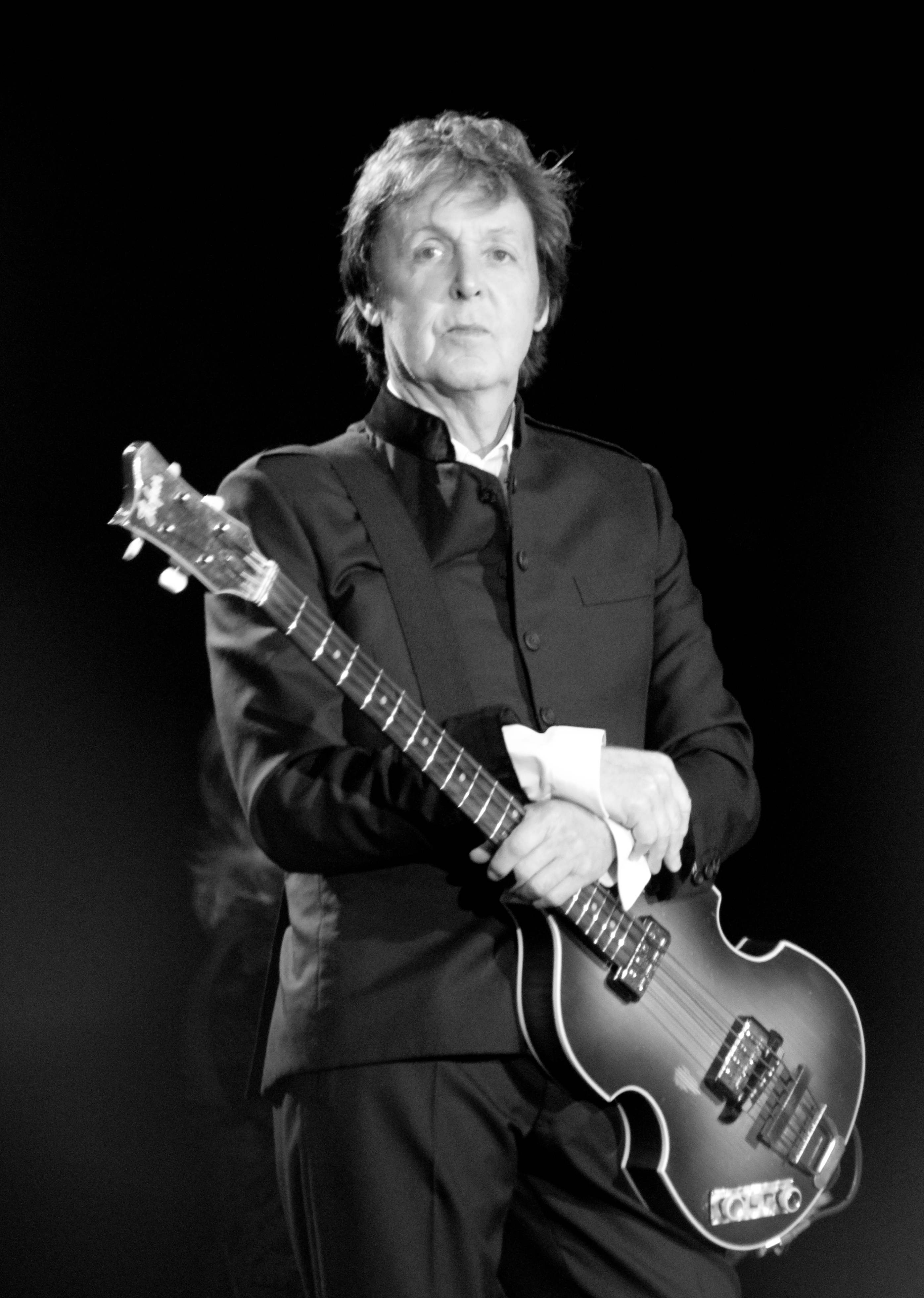
Кліпи та сингли Thriller, включно з дуетом Пола Маккартні "The Girl Is Mine", сприяли просуванню расової рівності в США.

Перед успіхом Thriller багато хто вважав, що Джексон мав труднощі з отриманням ефірного часу на MTV через свою расу. Президент CBS Records Уолтер Єтнікофф сказав MTV: "Я більше не буду давати вам відео і публічно скажу, що ви не хочете транслювати музику чорного виконавця". Єтнікофф переконав MTV почати транслювати Billie Jean та Beat It, що призвело до тривалої співпраці та допомогло іншим чорним артистам отримати визнання в основному мейнстрімі. MTV заперечує звинувачення в расизмі у своїй трансляції.
Популярність відео Джексона, таких як "Beat It" та "Billie Jean", сприяла популяризації MTV, і його фокус змістився на поп та R&B. Джексон перетворив музичне відео на мистецтво та рекламний інструмент завдяки використанню складних сюжетів, танцювальних номерів, спецефектів та зіркових камео.
Коли 14-хвилинне відео Thriller вийшло в ефір, MTV транслювало його двічі на годину, щоб задовольнити попит. Це відео стало знаковим для музичних відео і неодноразово визнавалося найкращим у своєму жанрі. Йому приписують перетворення музичних відео на серйозне мистецтво, руйнування расових бар'єрів у популярних розвагах та популяризацію формату документальних фільмів про створення.
Багато елементів, такі як зомбі-танець і червона куртка Джексона, розроблена дружиною режисера Джона Лендіса Деборою Надулман, залишили свій слід у популярній культурі. Автор, музичний критик і журналіст Нельсон Джордж написав у 2004 році: "Важко чути пісні з Thriller і відокремлювати їх від відео. Для більшості з нас образи визначають пісні. Насправді можна стверджувати, що Майкл є першим артистом ери MTV, чий цілий альбом так тісно пов'язаний у суспільній уяві з його образами". Короткометражні фільми на кшталт Thriller залишались унікальними для Джексона, тоді як групові танцювальні номери в Beat It часто імітувались. Хореографія Thriller стала частиною світової поп-культури, її реплікують всюди — від Боллівуду до в'язниць на Філіппінах.
Успіх Джексона як чорного артиста був безпрецедентним. У 1984 році Time писав: "Джексон — найбільше явище з часів Beatles. Він — найгарячіше одиничне явище з часів Елвіса Преслі. Він, можливо, найпопулярніший чорний співак в історії". За словами The Washington Post, Thriller проклав шлях іншим афроамериканським артистам для досягнення визнання в мейнстрімі, таким як Прінс. Крістгау відзначив "The Girl Is Mine" за те, що вона дала радіо можливість ознайомитись з ідеєю міжрасового кохання.

### Повторна оцінка
Thriller продовжує отримувати схвальні відгуки критиків. Стівен Томас Ерлівін з AllMusic зазначив, що альбом має щось цікаве для кожного. Він вважав, що в ньому представлені більш жорсткий фанку та хард-рок, при цьому він залишається "незаперечно веселим". Ерлівін вказав, що пісня Wanna Be Startin' Somethin' є "найсвіжішим фанком на альбомі", але також є "найбільш тісною та найстрашнішою композицією, яку коли-небудь записував Джексон". Він вважав, що альбом є покращенням у порівнянні з попереднім твором Джексона, хоча критично оцінив заголовну пісню, описавши її як "абсурдну", яка "висмоктала енергію" з альбому.
У The New Rolling Stone Album Guide (2004) Джон Парелес зазначив, що Джексон "подвоїв свої амбіції та розширив свою аудиторію... Thriller отримав додаткову музичну підтримку, що допомогло стати найпродавнішим альбомом, який не є компіляцією, в історії: танцювальні рухи Джексона та його приголомшлива сценічна присутність, підсилені новими можливостями промоції музичних відео та глянсовим образом знаменитостей епохи Рейгана. Проте, особливо в семи хіт-синглах з дев'яти треків, музика стоїть сама по собі". Культурний критик Нельсон Джордж написав, що Джексон "освітив шлях R. Kelly, Usher, Justin Timberlake та багатьом іншим, використовуючи Thriller як підручник".

### Рейтинги
У 1992 році *Thriller* отримав Спеціальну премію Billboard, щоб відзначити своє 10-річчя. У 2000 році він зайняв 64-те місце у списку *All Time Top 1000 Albums* Коліна Ларкіна. Альбом також посів 2-е місце у категорії Soul/R&B – *All Time Top 50 albums*. У книзі йдеться, що це найкращий приклад ідеального диско-попу, а також запис, який варто рекомендувати музичним снобам та людям, які страждають від манії та депресії. На Billboard Music Awards 2002 року, як ознака довговічності альбому, Thriller отримав другу Спеціальну премію Billboard за те, що провів найбільше тижнів на першій позиції в Billboard 200 в історії.
У 2003 році альбом зайняв 20-те місце у списку 500 Greatest Albums of All Time від Rolling Stone, зберігши цю позицію в оновленому списку 2012 року — це найвищий рейтинг для поп-альбому в обох списках. У оновленому списку 2020 року від Rolling Stone Thriller зайняв 12-те місце. Альбом також був відзначений Національною асоціацією записувальних мерчандайзерів (NARM) у співпраці з Залом слави рок-н-ролу, де він зайняв третє місце в списку Definitive 200 Albums of All Time. Пісні "Beat It" та "Billie Jean" були включені до списку 500 Songs That Shaped Rock and Roll Залу слави рок-н-ролу. У 2006 році Time включив Thriller до списку All-TIME 100 Albums. У 2008 році, через 25 років після виходу, альбом був внесений до Grammy Hall of Fame, а через кілька тижнів потрапив до 25 записів, збережених Бібліотекою Конгресу у Національному реєстрі записів як "культурно значущих".
У 2009 році музичні критики MTV Base та VH1 обидва назвали Thriller найкращим альбомом, випущеним з 1981 року. Потім Thriller, разом з іншими улюбленими критиками альбомами, було оцінено публікою. 40,000 людей визнали Thriller найкращим альбомом усіх часів за версією MTV Generation, отримавши третину всіх голосів. Альбом зайняв третє місце в списку Greatest of All Time Billboard 200 Albums. Billboard також оцінив альбом на четвертому місці у своєму списку All 92 Diamond-Certified Albums Ranked from Worst to Best: Critic's Take. У 2018 році The Independent назвав Thriller "найвдохновляючим альбомом усіх часів".

## Перевидання та продаж каталогів
Альбом Thriller був перевиданий 16 жовтня 2001 року у розширеній версії під назвою "Thriller: Special Edition". Ця версія була ремастирована і включала новий буклет та бонусний матеріал, зокрема пісні "Someone in the Dark", "Carousel" та оригінальний демо-запис "Billie Jean" Джексона, а також аудіоінтерв'ю з Квінсі Джонсом і Роджером Темпертоном. Компанія Sony також запросила звукоінженера та мікшера Міка Гузаускі для створення 5.1-канальних об'ємних міксів Thriller та інших альбомів Джексона для формату Super Audio CD, але Джексон не затвердив ці мікси. Внаслідок цього Thriller було випущено на SACD лише в стереоверсії. Об'ємна версія альбому була створена тільки в листопаді 2022 року, коли Sony випустила мікси 360 Reality Audio та Dolby Atmos для Thriller на платформах Amazon Music та Apple Music, присвячених 40-річчю альбому.
У лютому 2008 року Epic Records випустили Thriller 25; Джексон виступив у ролі виконавчого продюсера. "Thriller 25" вийшов на CD, USB та вінілових носіях з сімома бонусними треками, новою піснею "For All Time", фрагментом голосового запису Прінса та п'ятьма реміксами за участю американських артистів, таких як Фергі, will.i.am, Каньє Уест і Акон. Також до видання увійшов DVD з трьома музичними відео, виступом "Billie Jean" на Motown 25 та буклетом з посланням від Джексона. Баладу "For All Time" зазвичай датують 1982 роком, але часто приписують до сесій альбому Dangerous.
Thriller 25 став комерційно успішним і особливо добре сприйнятим як перевидання. Він досяг першого місця у восьми країнах та в Європі. В США альбом зайняв друге місце, в UK — третє, а також потрапив до топ-10 більш ніж у 30 національних чартах. Він був сертифікований як Золотий у 11 країнах, включаючи UK, отримав 2× Золоту сертифікацію у Франції та платинову сертифікацію в Польщі. У Сполучених Штатах Thriller 25 став другим найбільш продаваним альбомом свого тижня випуску, продавши 166 тисяч копій, лише на 14 тисяч менше, ніж потрібно для першого місця. Як перевидання, альбом не мав права на чарт Billboard 200, але потрапив на Pop Catalog Charts на перше місце, де залишався протягом десяти непослідовних тижнів — це були найкращі продажі на цьому чарті з грудня 1996 року. З приходом Хелловіна "Thriller 25" провів одинадцятий непослідовний тиждень на вершині каталожного чарту США. Таким чином, продажі альбому в США досягли 688 тисяч копій, що зробило його найкращим каталожним альбомом 2008 року. Це був найкращий старт Джексона з моменту випуску Invincible у 2001 році, продавши три мільйони копій у всьому світі за 12 тижнів.
Після смерті Джексона в червні 2009 року альбом Thriller встановив нові рекорди. У тиждень, що закінчився 1 липня 2009 року, альбом продав 101 тисячу примірників у США та зайняв третє місце за продажами тижня. Він потрапив на третє місце в чарті Top Pop Catalog Albums. Наступного тижня, в тиждень, що закінчився 8 липня 2009 року, альбом продав 187 тисяч примірників у США та став другим найбільш продаваним альбомом тижня. Пісні з "Thriller" також допомогли Джексону стати першим артистом, який продав понад мільйон завантажень пісень за тиждень. Згідно з даними Nielsen SoundScan, Thriller став 14-м найбільш продаваним альбомом 2009 року в США, з обсягом продажу 1,27 мільйона копій.

Протягом одного тижня, починаючи з 20 листопада 2015 року, Google Play Music запропонував своїм користувачам у США безкоштовну ексклюзивну копію альбому, яка включала демозапис "Billie Jean" 1981 року як додаткову пісню. 18 листопада 2022 року Sony Music випустила Thriller 40, перевидання альбому до 40-річчя, що включає бонусний диск із записами, які не ввійшли до оригінальних сесій. Це перевидання у 2022 році стало передумовою для документального фільму, який вийшов у 2023 році.

## Пісні альбому
| #  | Назва                                  | Автор                      | Тривалість |
| -- | -------------------------------------- | -------------------------- | ---------- |
| 1. | «Wanna Be Startin' Somethin'»          | Майкл Джексон              | 6:02       |
| 2. | «Baby Be Mine»                         | Род Темпертон              | 4:20       |
| 3. | «The Girl Is Mine» (з Полом Маккартні) | Майкл Джексон              | 3:41       |
| 4. | «Thriller»                             | Род Темпертон              | 5:57       |
| 5. | «Beat It»                              | Майкл Джексон              | 4:18       |
| 6. | «Billie Jean»                          | Майкл Джексон              | 4:54       |
| 7. | «Human Nature»                         | Стью Поркаро, Джон Беттіс  | 4:05       |
| 8. | «P.Y.T. (Pretty Young Thing)»          | Джеймс Інгрем, Джон Квінсі | 3:58       |
| 9. | «The Lady in My Life»                  | Род Темпертон              | 4:59       |

## Учасники запису
Склад учасників запису, який зазначено в анотації до альбому:
- Том Бахлер - синтезатор (трек 5)
- Брайан Бенкс - синтезатор (трек 4), програмування синтезатора (2)
- Стів Бейтс - асистент інженера (треки 3, 7-9)
- Майкл Боддікер - синтезатори (треки 1, 2), емулятор (6-9), вокодер (8), бек-вокал (1)
- Брюс Кеннон - ефекти (трек 4)
- Leon «Ndugu» Chancler - ударні (треки 2, 6, 8)
- Пауліньо да Коста - перкусія (треки 1, 7)
- Марк Еттель - асистент інженера (треки 3, 7-9)
- Метт Форгер - інженер (треки 2, 3, 7-9)
- Девід Фостер - синтезатор (трек 3), синтезаторне аранжування (3)
- Умберто Гатіка - інженер (треки 3, 7-9)
- Гері Грант - труба і флюгельгорн (треки 1, 2, 4)
- Берні Грундман - мастеринг-інженер (треки 2, 3, 7-9)
- Нельсон Хейз - тупіт у ванній кімнаті (трек 1)
- Говард Хьюетт - бек-вокал (трек 8)
- Джеррі Хей - аранжування на валторні, трубі та флюгельгорні (треки 1, 2, 4), аранжування на струнних (3, 6), диригування струнними (3)
- Банні Халл - бек-вокал (треки 1, 8)
- Джеймс Інгрем - бек-вокал (треки 1, 8), клавішні, плескання в долоні та музичні аранжування (8)
- Джанет Джексон - бек-вокал (трек 8)
- Ла Тойя Джексон - бек-вокал (трек 8)
- Майкл Джексон - співпродюсер (треки 1, 3, 5, 6), вокал (всі треки), бек-вокал (1-7, 9), програмування барабанів (1, 4), бочка для барабанів (трек 5), плескання в долоні (8), аранжування рогу та тупотіння у ванній кімнаті (1), вокальні аранжування (1, 3, 5, 6), ритмічні аранжування (1, 5, 6), аранжування синтезатора (6)
- Пол Джексон-молодший - гітара (треки 5, 8, 9)
- Луїс Джонсон - бас-гітара (треки 1, 3, 6, 8, 9), плескання в долоні (8)
- Квінсі Джонс - продюсер (всі треки), ритм-аранжування (треки 1, 3, 5), вокальні аранжування (3), музичні аранжування (8)
- Донн Ленді - інженер (гітарне соло на треку 5)
- Беккі Лопес - бек-вокал (треки 1, 8)
- Джеррі Лаббок - диригент струнних (трек 6)
- Стів Лукатер - гітари (треки 3, 5, 7), бас-гітара (5), музичні аранжування (7)
- Ентоні Марінеллі - програмування синтезатора (треки 2, 4)
- Пол Маккартні - вокал (трек 3)
- Девід Пайч - синтезатори (треки 2, 7, 9), аранжування ритму та фортепіано (3), музичне аранжування (7)
- Дін Паркс - гітара (трек 3)
- Грег Філлінгейнс - клавішні (2, 4), синтезатори (1, 2, 4-6, 8), Fender Rhodes (1, 3, 5, 6, 9), програмування синтезатора і плескання в долоні (8)
- Джефф Поркаро - ударні (треки 3, 5, 7, 9)
- Стів Поркаро - синтезатори (треки 5, 7, 9), програмування синтезатора (2, 3, 5, 7), музичні аранжування (7)
- Вінсент Прайс - голос за кадром (доріжка 4)
- Стівен Рей - тупаюча дошка для ванної кімнати (трек 1), плескання в долоні (8)
- Білл Райхенбах - тромбон (треки 1, 2, 4)
- Грег Сміт - синергія (трек 5), синтезатор (6)
- Брюс Швед - звукорежисер та аудіо-мікшер (всі треки), ефекти (4)
- Кріс Шепард - вібраслеп (трек 5)
- Род Темпертон - синтезатор (трек 4), ритм і вокальні аранжування (2, 4, 9)
- Едді Ван Гален - гітарне соло (трек 5)
- Джеррі Вінчі - концертмейстер (трек 3)
- Джулія Уотерс - бек-вокал (трек 1)
- Максін Уотерс - бек-вокал (трек 1)
- Орен Уотерс - бек-вокал (трек 1)
- Девід Вільямс - гітара (треки 1, 2, 4, 6)
- Ларрі Вільямс - саксофон і флейта (треки 1, 2, 4)
- Білл Волфер - клавішні (трек 5), синтезатор (1, 6), програмування (6)

## Чарти

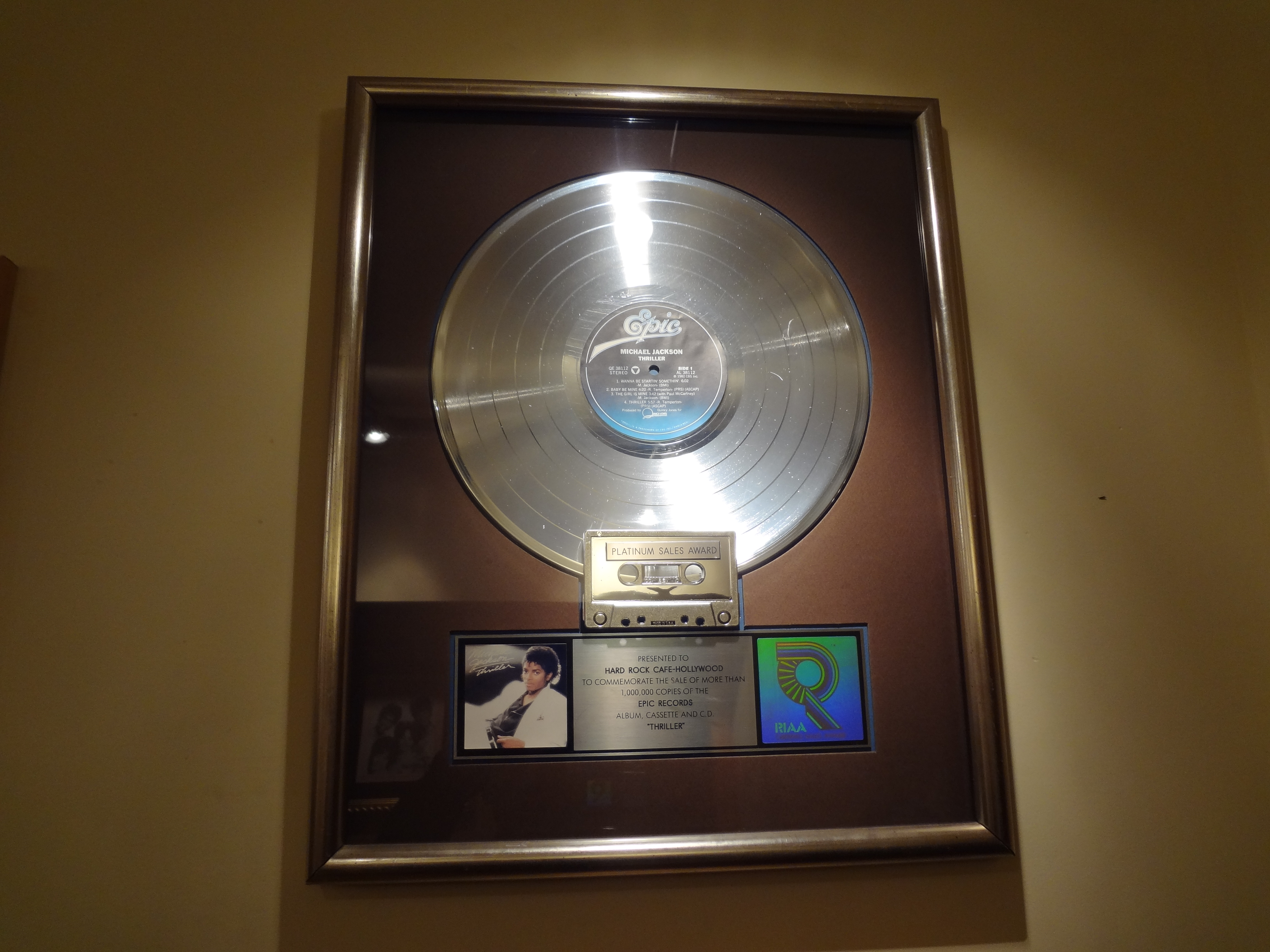
Платиновий запис Thriller в каліфорнійському хард-рок-кафе

### Тижневі чарти
| Чарти (1982—2024)                         | Пікова позиція |
| ----------------------------------------- | -------------- |
| Австралія (Kent Music Report)             | 1              |
| Австрія (Ö3 Austria)                      | 3              |
| Бельгія (Ultratop Flanders)               | 5              |
| Бельгія (Ultratop Wallonia)               | 7              |
| Канада Top Albums/CDs (RPM)               | 1              |
| Канада (Billboard)                        | 18             |
| Данія (Hitlisten)                         | 18             |
| Нідерланди (Album Top 100)                | 1              |
| Європа (European Top 100 Albums)          | 1              |
| Фінляндія (Suomen virallinen albumilista) | 1              |
| Франція (SNEP)                            | 1              |
| Німеччина (Offizielle Top 100)            | 1              |
| Греція (IFPI)                             | 8              |
| Греція (Billboard)                        | 1              |
| Нова Зеландія (RMNZ)                      | 1              |
| Норвегія (VG-lista)                       | 6              |
| Польща (ZPAV)                             | 29             |
| Іспанія (AFYVE)                           | 1              |
| Швеція (Sverigetopplistan)                | 1              |
| Швейцарія (Schweizer Hitparade)           | 4              |
| Великобританія (OCC)                      | 1              |
| США Billboard 200                         | 1              |
| США Hot Black Albums                      | 1              |

### Річні чарти
| Хіт-парад Thriller на кінець 1983 року | Пікова позиція |
| -------------------------------------- | -------------- |
| Австралія (Kent Music Report)          | 1              |
| Австрія (Ö3 Austria)                   | 1              |
| Канада Top Albums/CDs (RPM)            | 1              |
| Німеччина (Official German Charts)     | 2              |
| Японія (Oricon)                        | 6              |
| Нідерланди (Album Top 100)             | 1              |
| Нова Зеландія (RMNZ)                   | 2              |
| Великобританія (OCC)                   | 1              |
| США Billboard 200                      | 1              |
| США Hot Black Albums                   | 1              |

| Хіт-парад Thriller на кінець 1984 року | Пікова позиція |
| -------------------------------------- | -------------- |
| Австралія (Kent Music Report)          | 2              |
| Австрія (Ö3 Austria Top 40)            | 3              |
| Канада (RPM Top Albums)                | 4              |
| Німеччина (Official German Charts)     | 5              |
| Японія (Oricon)                        | 1              |
| Нідерланди (Album Top 100)             | 4              |
| Нова Зеландія (RMNZ)                   | 4              |
| Швейцарія (Schweizer Hitparade)        | 1              |
| Великобританія (OCC)                   | 6              |
| США Billboard 200                      | 1              |
| США Hot Black Albums                   | 2              |

| Хіт-парад Thriller на кінець 1988 року | Пікова позиція |
| -------------------------------------- | -------------- |
| Німеччина (Official German Charts)     | 38             |

| Хіт-парад Thriller на кінець 2003 року | Пікова позиція |
| -------------------------------------- | -------------- |
| Великобританія (OCC)                   | 134            |

| Хіт-парад Thriller на кінець 2009 року (перевидання) | Пікова позиція |
| ---------------------------------------------------- | -------------- |
| Австралія (Kent Music Report)                        | 32             |
| Німеччина (Official German Charts)                   | 40             |
| США Billboard Comprehensive Albums                   | 16             |
| США Billboard Top Internet Albums                    | 16             |
| США Billboard Top Pop Catalog Albums                 | 16             |

| Хіт-парад Thriller на кінець 2010 року | Пікова позиція |
| -------------------------------------- | -------------- |
| Австралія (ARIA)                       | 47             |
| США Billboard 200                      | 137            |
| США Billboard Top Pop Catalog Albums   | 7              |

| Хіт-парад Thriller на кінець 2016 року | Пікова позиція |
| -------------------------------------- | -------------- |
| США Billboard 200                      | 178            |

| Хіт-парад Thriller на кінець 2018 року | Пікова позиція |
| -------------------------------------- | -------------- |
| США Billboard 200                      | 190            |

| Хіт-парад Thriller на кінець 2019 року | Пікова позиція |
| -------------------------------------- | -------------- |
| США Billboard 200                      | 129            |

| Хіт-парад Thriller на кінець 2020 року | Пікова позиція |
| -------------------------------------- | -------------- |
| США Billboard 200                      | 111            |
| США Top R&B/Hip-Hop Albums (Billboard) | 97             |

| Хіт-парад Thriller на кінець 2021 року | Пікова позиція |
| -------------------------------------- | -------------- |
| Бельгія (Ultratop Flanders)            | 182            |
| Нідерланди (Album Top 100)             | 87             |
| США Billboard 200                      | 73             |
| США Top R&B/Hip-Hop Albums (Billboard) | 52             |

| Хіт-парад Thriller на кінець 2022 року | Пікова позиція |
| -------------------------------------- | -------------- |
| Бельгія (Ultratop Flanders)            | 79             |
| Бельгія (Ultratop Wallonia)            | 79             |
| Нідерланди (Album Top 100)             | 36             |
| США Billboard 200                      | 94             |
| США Top R&B/Hip-Hop Albums (Billboard) | 65             |

| Хіт-парад Thriller на кінець 2023 року | Пікова позиція |
| -------------------------------------- | -------------- |
| Бельгія (Ultratop Flanders)            | 118            |
| Бельгія (Ultratop Wallonia)            | 135            |
| Нідерланди (Album Top 100)             | 60             |
| США Billboard 200                      | 59             |
| США Top R&B/Hip-Hop Albums (Billboard) | 36             |

### Чарти на кінець десятиліття
| Підсумки десятеліття 1980-1989 років Thriller | Пікова позиція |
| --------------------------------------------- | -------------- |
| Австралія (Kent Music Report)                 | 3              |
| Японія (Oricon)                               | 2              |
| Велика Британія (OCC)                         | 3              |

| Підсумки десятеліття 2010-2019 років Thriller | Пікова позиція |
| --------------------------------------------- | -------------- |
| Велика Британія (OCC)                         | 74             |

### Чарти за весь час
| Підсумки за 1963-2015 років Thriller | Пікова позиція |
| ------------------------------------ | -------------- |
| США Billboard 200                    | 3              |

## Сертифікація та продажі
| Регіон | Сертифікація                             | Продажі     |
| --- | ---------------------------------------- | ----------- |
| Аргентина | Діамантовий                              | 576,779     |
| Австралія | 17× Платиновий                           | 1,190,000‡  |
| Австрія | 8× Платиновий                            | 400,000*    |
| Бельгія продажів станом на 1996 рік | —                                        | 300,000     |
| Бразилія продажів станом на 2008 рік | —                                        | 2,000,000   |
| Канада | 3× Даімантовий                           | 3,000,000‡  |
| Чилі | —                                        | 40,00       |
| Колумбія | —                                        | 300,000     |
| Данія | 6× Даімантовий                           | 300,000     |
| Данія перевидання | 4× Даімантовий                           | 80,000‡     |
| Фінляндія | Платиновий                               | 119,061     |
| Франція | Даімантовий                              | 3,500,000   |
| Німеччина | 3× Платиновий                            | 1,500,000^  |
| Гонконг | Платиновий                               | 50,000      |
| Індія | —                                        | 100,000     |
| Ізраїль | 2× Платиновий                            | 80,000      |
| Італія продажів станом на 1995 рік | —                                        | 700,000     |
| Італія продажів станом на 2009 рік | 4× Платиновий                            | 200,000‡    |
| Японія | Золотий                                  | 2,500,000   |
| Мексика | 2× Даімантовий + 2× Платиновий + Золотий | 2,600,000‡  |
| Нідерланди | 8× Платиновий                            | 1,400,000   |
| Нова Зеландія | 12× Платиновий                           | 180,000^    |
| Норвегія | —                                        | 150,000     |
| Сінгапур | —                                        | 25,000      |
| Південна Африка | 3× Платиновий                            | 120,000     |
| Південна Корея | —                                        | 50,000      |
| Іспанія | —                                        | 500,000     |
| Швеція | 4× Платиновий                            | 400,000^    |
| Швейцарія | 6× Платиновий                            | 300,000^    |
| Велика Британія | 15× Платиновий                           | 4,500,000‡  |
| США | 34× Платиновий                           | 34,000,000‡ |
| Югославія | —                                        | 112,000     |
| Зімбабве | —                                        | 8,000       |
| Підсумки |                                          |             |
| Європа продажів за 1982-1987 роки | —                                        | 18,000,000  |
| Європа продажів станом на 2009 рік | Платиновий                               | 1,000,000*  |
| Міжнародний продажів за 1982-1991 роки | —                                        | 27,000,00   |
| По всьому світу продажів станом на 2009 рік | —                                        | 70,000,000  |
| * Дані про продажі базуються лише на сертифікації. ^ Показники відвантажень базуються лише на сертифікації. ‡ Дані про продажі+потоки базуються лише на сертифікації. |                                          |             |